# 阿斯兰·萨拉
阿斯蘭·薩拉（アスラン・ザラ，Athrun Zala）為日本電視動畫《機動戰士鋼彈SEED》及《機動戰士鋼彈SEED DESTINY》中所登場的虛構人物。日語配音員為石田彰，台灣配音員為丘台名，香港配音員為鄺樹培。

## 人物资料
- 星座：天蠍座
- 興趣：電子工作
- 不擅长的事情：应付女人

## 經歷

### SEED
阿斯蘭·薩拉是一名生活在殖民衛星群P.L.A.N.T.的調整者。他的父親派屈克·薩拉是P.L.A.N.T.的著名政治家（後來成為議長）。童年在月球居住時，阿斯蘭在學校與煌·大和成為好友。C.E.70年，阿斯蘭的母親蕾諾雅·薩拉死于地球聯合軍造成的慘案血染情人節事件。母親去世後，阿斯蘭加入P.L.A.N.T.的武裝部隊札夫特，成為拉烏·魯·克魯澤領導下的特殊任務部隊中的一名紅衣精英。在雙方家長的安排下，他和P.L.A.N.T.議長的女兒拉克絲·克萊因訂婚。
C.E.71年，阿斯蘭參加了克魯澤指揮的札多搶奪地球聯合軍最新型機動戰士——X系列的行動，與其他隊員一起潛入了中立國家歐普的殖民衛星海利歐波里斯。在行動中，他們給停泊在衛星的地球軍戰艦大天使號造成了巨大的人員傷亡，然而奪取全部5台MS的作戰目標失敗了。儘管阿斯蘭等人將4台機體開回了札多的戰艦，最後一台機體GAT-X105 攻擊鋼彈卻因為阿斯蘭幼時好友煌·大和的捲入而留在了地球聯合軍的大天使號戰艦上。在此後克魯澤隊追擊大天使號的戰鬥中，阿斯蘭作為奪取的4台MS之一GAT-X303 神盾鋼彈（Aegis）的機師與煌多次交鋒，因此承受了巨大的精神負擔，最終克魯澤隊亦未能實現擊毀大天使號和攻擊鋼彈的目的。在追擊過程中，拉克絲·克萊因因意外登上大天使號，煌為將她交還給P.L.A.N.T.而與阿斯蘭在宇宙中相見。
返回P.L.A.N.T.後，阿斯蘭受命參加札多的地球降下作戰而來到地球，其所搭乘的運輸機在印度洋上空被隨同大天使號行進的歐普首長國公主卡佳里·尤拉·阿斯哈駕駛的空中霸者戰鬥機擊落。阿斯蘭操縱神盾鋼彈降落於一座荒島，與因空中霸者中彈而迫降的卡佳里相遇。
阿斯蘭與煌·大和在地球上再次發生了戰鬥。阿斯蘭必須完成任務，而煌則對保護大天使號戰艦有強烈的信念。因為同伴尼可·阿瑪菲被煌殺死，阿斯蘭陷入狂怒，並引發了他的SEED能力。並用自爆的方式摧毀了煌的攻擊鋼彈。阿斯蘭本人在爆炸前脫離機體後落入海中，後被隨卡佳里趕來的歐普人員在沙灘上發現，並交還給札多。煌則被所有人判定為MIA，然而他實際上由路過的廢物回收商羅·裘爾發現並交給拉克絲·克萊因的導師馬爾奇歐送到殖民衛星進行治療並痊癒。
返回P.L.A.N.T.的阿斯蘭驚訝地得知，札多根據奪取的地球聯合軍MS所開發出的最先進機體ZGMF-X10A 自由高達已被得到拉克絲幫助的煌奪走。他受父親派屈克·薩拉之命駕駛另一台最新式MS ZGMF-X09A 正義高達（Justice）設法追回（或擊毀）自由鋼彈。在離開衛星前，他與已經被宣佈為叛國者的拉克絲短暫會面，後者使他對戰爭合理性的信念產生了動搖。來到地球後，阿斯蘭在被地球聯合軍大規模進攻的歐普發現了駕駛著自由鋼彈的煌·大和。當煌被地球軍的3台先進MS圍攻時，阿斯蘭駕駛正義鋼彈支援了他。在兩人再度會面後，他們一致認為這場血腥的戰爭理應結束。雖然沒有作出承諾，阿斯蘭與煌合力在歐普陷落時（卡佳里的父親在此次戰役中隨軍事設施自爆犧牲）掩護大天使號與載著卡佳里的歐普軍草薙號戰艦前往宇宙。
回到宇宙以後返回P.L.A.N.T.。在得知父親派屈克·薩拉的戰爭目的－消滅所有的自然人－以後大感驚訝，並且被他動粗所傷及逮捕，日後此事成為了他記憶中不可抹滅的片段。其後先後在克萊因派和煌的協助下逃離P.L.A.N.T.。
在第二次雅金·杜威攻防戰中，先攻入雅金·杜威要塞內部，並看見被禮·結城重傷的父親派屈克·薩拉的最後一面。但還是對於父親在死前說下消滅所有的自然人的遺言感到痛心疾首。為了阻止強大殺傷力武器「創世」朝向地球發射，同時因自己從未真心理解過失去母親以後的父親的負疚感結合在一起，企圖啟動正義鋼彈的自爆裝置並且和正義鋼彈一起自爆以破壞創世紀和自盡。最後趕來的卡佳里以「活著才是戰鬥！」這句話把他從自我毀滅的念頭中拉回來。

### SEED DESTINY
亞歷士·迪諾
在SEED第二次雅金·杜威的大戰過後，阿斯蘭藏身在歐普並改名为亞歷士·迪諾（Alex Dino）。C.E.73，歐普代理首長卡佳里在阿斯蘭的陪同下前往P.L.A.N.T.与新任扎夫特議長吉伯特·杜蘭朵（Gilbert Durandal）談判關於在解放歐普戰役中流出的人力资源事宜。然而在谈判途中竟然发生类似两年前发生的海利歐波里斯机动战士抢夺事件－－三位地球军第二代强化人史汀格·歐格雷（Sting Oakley）、史黛拉·路歇（Stellar Louiser）以及奧爾·尼達（Auel Nieder）分别从军械库抢走三架新型機動戰士—ZGMF-X24S 混沌鋼彈，ZGMF-X88S 蓋亞鋼彈以及ZGMF-X31S 深淵鋼彈。阿斯蘭为了保护卡佳里在情急之下乘上ZGMF-1000 薩克戰士作戰，可惜被奧爾重創後降落在智慧女神号上寻求掩护。
真实身份以及尤尼乌斯七号惨剧
在智慧女神号的走廊上，卡佳里误喊出阿斯兰真名导致身旁的露娜玛莉亚对阿斯兰的身份起疑，杜蘭朵議長後来在智慧女神号追捕抢夺新型机动战士的母舰「不明舰一号」时揭发阿斯蘭的真实身份。追击途中碰上一队对血染情人节事件事后心有不甘的调整者恐怖组织发动的“毁灭世界”行动。为了阻止惨剧发生，阿斯兰向智慧女神号舰长妲莉雅请缨，协助昔日战友伊薩克以及迪安卡进行粉碎尤尼乌斯七号碎片作业。可惜作业未能完全成功导致碎片陨落地球，并造成巨大伤亡和毁坏。较后，智慧女神号降落在歐普，阿斯兰和卡佳里在歐普下舰。
回归扎夫特
在尤尼乌斯七号惨剧发生后，第二次血染情人节战争正式爆发。为了阻止战争蔓延，阿斯兰只身前往卫星会见吉伯特。临走前阿斯兰将一枚戒指套在卡佳里手上后离开歐普。到了卫星，阿斯兰在吉伯特的游说之下正式回归扎夫特并被篇入精英部队“F.A.I.T.H”，阿斯兰也被赋以一架拥有变形功能的新型机动战士－－ZGMF-X23S 救星鋼彈。乘着救星鋼彈，阿斯兰在寻找智慧女神号时惊闻歐普已加入大西洋联邦，后来从露娜玛莉亚口中证实了结盟事实。在智慧女神号上，阿斯兰成為了在智慧女神号上所有机动战士驾驶员露娜玛莉亚·霍克、真·飞鸟以及雷·札·巴雷尔的战斗指挥官。
在智慧女神号上，阿斯兰成了众女生的焦点。首先是露娜玛莉亚对阿斯兰有崇拜之情，其后是假扮拉克丝的蜜雅·坎贝尔。蜜雅对阿斯兰的死缠烂打让阿斯兰吃了不少苦恼以及极度尴尬，更闹误会险些与露娜翻脸。后来又轮到露娜的妹妹美玲·霍克暗恋阿斯兰。不过由于美玲生性害羞，其心意不甚明显。不久在達達尼爾海峽的會戰中，在大天使号以及自由鋼彈的介入下阿斯兰的新战友海涅被史黛拉杀害。随后在米蕾莉亚的安排下与前战友煌，也是自由鋼彈驾驶员和卡佳里相遇以便谈判和交换意见。在那次谈判中，阿斯兰和煌意见不和然后闹得不欢而散。那次相遇被露娜玛莉亚在妲莉雅指示下被全程录下。
滿身是傷的逃離扎夫特，重披歐普戰袍
阿斯兰在克里特战争中又與煌交战，交战过程救星鋼彈遭到愤怒的煌重創。失去了救星鋼彈的阿斯兰只能眼睁睁看着在“Angel Down”任务中真·飞鸟为了替被煌杀害的史黛拉报仇而以脉冲高达将自由鋼彈击毁。阿斯兰与吉伯特的矛盾正式在军械库引爆。在从蜜雅口中得知吉伯特和雷打算以之前他和煌等人会面的照片污蔑为叛徒以后，劝说蜜雅不果之下阿斯兰在美玲·霍克的协助下逃离卡潘塔利亚基地。在逃离途中阿斯兰奪取的ZGMF-2000 古夫烈焰型被真·飛鳥以ZGMF-X42S 命运鋼彈击落。
其后阿斯兰和美玲被奇萨卡救起并送往大天使号救治。期间美玲伤愈后照顾阿斯兰。不久在天堂基地陷落后引发第二次血染情人节战争的蓝色宇宙盟主洛德·吉布列逃到歐普并获得聖蘭家族的隐藏。吉伯特在多次交涉不果后对歐普发起侵略。就当卡佳里的ORB-01 曉不敌真·飛鳥的ZGMF-X42S 命运鋼彈时，煌驾着ZGMF-X20A 攻擊自由鋼彈从天而降，解救了卡佳里。阿斯兰隨后带伤乘上准备交给他的ZGMF-X19A 無限正義鋼彈（Infinite Justice）支援煌并与真交战，最后成功在SEED状态下砍断命运鋼彈的右手腕，但亦令剛癒合到一半的傷口再度裂開。所幸最終完全復原。
宇宙战场
洛德·吉布列逃到月球戴达罗斯基地后以“鎮魂曲”攻击卫星殖民地造成极大人命伤亡。扎夫特隨后在智慧女神号的偷袭下成功催毁戴达罗斯基地并占领“鎮魂曲”。洛德·吉布列已被证实死亡。在得知吉伯特在上台以来进行一连串拢括民心的动作皆是为“命运计划”的实行而进行铺路的技俩后，阿斯兰和大天使号飞往宇宙。
途中他们停留在哥本尼克斯月面都市收集情报，而阿斯兰连同煌以及拉克丝则到市内逛街。這時他们收到了蜜雅的求救迅息，阿斯兰怀疑是陷阱，但拉克丝还是想与蜜雅会面。
会面时，伏击槍手尝试刺杀拉克丝。虽然阿斯兰成功击毙大部份的狙击者，但蜜雅卻因為帮拉克丝顶了莎拉一枪而身亡。压仰着近乎崩溃的情绪，阿斯兰带着蜜雅的遗体返回大天使号，并举行了葬礼。
狙击镇魂曲
随着大西洋联邦以及其他国家不愿参与“命运计划”，亞爾薩赫基地遭受“鎮魂曲”攻击并被催毁。意识到这个不可忽视的危机，余下的地球军舰队加入“終端機”以便破坏“鎮魂曲”以捍卫歐普作为反计划的最终壁垒。在彌賽亞战役时，阿斯兰与现在驾驶脉冲高达的露娜碰个正着，露娜接二连三对阿斯兰发动攻击。阿斯兰在劝说不果下打断脉冲高达的右腿及右手。露娜的恋人真·飛鳥见后大怒，启动SEED能力攻击阿斯兰，阿斯兰亦非等闲之辈，双方鬥得难解难分。虽然真已经启动了SEED能力，但是阿斯兰在每个回合都占尽上风，并成功摧毁命运鋼彈的主要近战武器—對舰刀「亞隆戴特」。尽管如此得利，阿斯蘭在交战时还在不断尝试苦劝真回头是岸，并多番追问真对于这次战争的立场。但是思绪极度不稳定的真在阿斯兰多番追问和回忆着惨痛过去的双重压力之下宣告情绪崩溃，场面顿时失控。为了避免造成死伤，露娜强行介入真與阿斯蘭之間，想阻止他们继续戰鬥。但極度混亂的真敌我不分，眼见真已失控和露娜危在旦夕，阿斯蘭当机立断立即启动SEED能力，两个回合便將命運鋼彈雙手、右腳及光之翼尽数摧毁后把真搁浅在月球上。乘着命运鋼彈已经无法构成威胁和露娜无心恋战的空档，阿斯兰以迅雷不及掩耳的速度将智慧女神号同样击落在月球上后直奔“鎮魂曲”。当时“鎮魂曲”已如箭在铉，阿斯兰與穆穿过“鎮魂曲”的陽電子反射器后在“鎮魂曲”发射前成功将其催毁，让歐普幸免于难。
於特別篇Ⅳ「自由的代價」中最後穿著歐普軍服。
广播剧《選んじゃった未来》当中，與阿瑟再見被提及拉克絲、卡嘉莉及美鈴的事，雖有提及美鈴跟他一起在奧布工作，但並不是指兩人為情侶關係。广播剧《オーブの夜にサイドF》当中在一肚子怨气的状态下代替穆陪真去找露娜和美铃，但是当听到露娜、美铃和拉克丝讨论，美鈴提及自己跟阿斯蘭去到奧布是因為別無可選（當時為救阿斯蘭而被一同帶走到奧布逃亡），並表示自己覺得阿斯蘭是很麻煩的人，最會不停說「對不起」之類，剛好阿斯兰和真在門外聽到後，产生了对女人的恐惧感。
監督福田先生有在自己的推特提及，阿斯蘭和卡嘉莉兩人並非分手，但也沒有結婚。「別れてないし､結婚もしてないです」
剧场版时期
在最终决战时曾驾驶携带超级龙骑兵的强袭自由高达参与解救拉克丝的行动，这里证实了阿斯兰也有出色的空间识别能力，这也就是在第二次战争后期吉伯特议长最初想要将携带龙骑兵的ZGMF-X666S传说高达交给他来使用的原因。

## 駕駛機體
主要駕駛機體
- GAT-X303 神盾鋼彈
- ZGMF-X09A 正義鋼彈
- ZGMF-X23S 救星鋼彈
- ZGMF-X19A 無限正義鋼彈
- ZGMF-X191M2 無限正義鋼彈贰式

其他駕駛機體
- ZGMF-1000 薩克戰士
  - ZGMF-1000/M 瞬發型薩克戰士
- ZGMF-2000 古夫烈焰型
- ZGMF-MM07 魔蟹（内部是無限正義鋼彈贰式）
- AMA-953 巴比（Comic Bom Bom 連載漫畫版中所駕駛）
- MVF-M11C 村雨（遊戲《超級機器人大戰K》中所駕駛）
- MVF-P11-1428T	村雨 飞行能力试验型（游戏《SD高达G世纪 永恒》）

## 外部連結
- 亞斯蘭·察拉《機動戰士GUNDAM SEED》gundam.info官方網站 （页面存档备份，存于）（繁體中文）（简体中文）（英文）
- 亞斯蘭·察拉《機動戰士GUNDAM SEED DESTINY》gundam.info官方網站 （页面存档备份，存于）（繁體中文）（简体中文）（英文）
- 亞斯蘭·察拉《機動戰士GUNDAM SEED FREEDOM》官方網站